# Джейкобс, Арнольд
А́рнольд Дже́йкобс (англ. Arnold Jacobs; 11 июня 1915, Филадельфия — 7 октября 1998) — американский тубист и музыкальный педагог.

## Биография

### Ранние годы
Арнольд Джейкобс родился в музыкальной семье в Филадельфии. Однако его детство прошло в Калифорнии. Ещё в детстве он начал заниматься музыкой. Прежде чем в его руки попала туба, Джейкобс занимался на горне, трубе и тромбоне. В возрасте 15 лет он поступил в Кёртисовский музыкальный институт в Филадельфии, где стал уже профессионально заниматься на тубе.

### Исполнительская деятельность
Окончив Кёртисовский институт в 1936 году, Арнольд Джейкобс провёл два сезона в симфоническом оркестре Индианаполиса, которым в то время руководил Фабиан Севицкий. С 1939 по 1944 год он работал в Питтсбургском симфоническом оркестре под управлением Фрица Райнера. В 1944 году он совершил концертный тур по Америке в составе Американского национального молодёжного оркестра под управлением Леопольда Стоковского. В течение 44 лет с 1944 по 1988 год Арнольд Джейкобс был солистом Чикагского симфонического оркестра, лишь однажды весной 1944 года временно покинув его, чтобы совершить гастроли в Великобританию в составе Филадельфийского оркестра.
Помимо многолетней работы в симфонических оркестрах, Джейкобс также активно занимался камерной музыкой. Он стал одним из основателей одного из первых брасс-квинтетов, ансамбля Chicago Brass Quintet. Кроме того, Джейкобс был одним из первых исполнителей на тубе, которые стали использовать её как сольной инструмент. На протяжении своей карьеры он несколько раз выступал с сольными концертами в сопровождении Чикагского симфонического оркестра. В частности, с этим оркестром под управлением дирижёра Даниэля Баренбойма Арнольд Джейкобс записал концерт для тубы Ральфа Воан-Уильямса.